# August David zu Sayn-Wittgenstein-Hohenstein
Graf August David zu Sayn-Wittgenstein-Hohenstein, in der Literatur Graf August Wittgenstein (* 14. April 1663; † 27. August 1735), entstammt dem Adelsgeschlecht Sayn-Wittgenstein und war von 1723 bis zu seinem Tode im Jahr 1735 Regent der Grafschaft Sayn-Wittgenstein-Hohenstein mit Sitz in Schloss Wittgenstein bei Bad Laasphe im heutigen Nordrhein-Westfalen. Seine Eltern waren Graf Gustav Otto zu Sayn-Wittgenstein-Hohenstein (* 14. April 1633; † 22. Juni 1700) und seine Frau Auguste Helena de la Place (* 1634; † 24. Februar 1705).
Zudem war er vom Dezember 1701 bis zum 27. Dezember 1710 Oberhofmarschall am Hofe des preußischen Königs Friedrich I. Am 19. Januar 1703 wurde er zum Ritter des Schwarzen Adlerordens ernannt.
Dort bildete er zusammen mit dem preußischen Premierminister Graf Wartenberg (1643–1712) und dem Geheimen Kriegsrat und Gouverneur von Berlin Graf Wartensleben das „Drei-Grafen-Kabinett“, auch bekannt als „Die drei schlimmen Wehs“. Dieses Trio bestimmte für 8 Jahre (1702 bis 1710) die preußische Politik maßgeblich, in deren Folge Preußen vollkommen ausgeplündert wurde und der Staatsbankrott kurz bevorstand.

## Leben und Wirken
Nach dem Sturz des preußischen Premierministers Danckelmann im Jahre 1697 durch Intrigen des ihm folgenden Premierministers Graf Wartenberg, wollte dieser seinen neugewonnenen Einfluss am Berliner Hof sichern und ausbauen, indem er ihm gefügige willige Komplizen auf die einflussreichen Staatsposten setzte. Als besonders geeignetes Werkzeug suchte er sich für das Amt des Oberhofmarschalls den finanziell und menschlich heruntergekommenen Reichsgrafen August von Wittgenstein aus. Zu dem Zeitpunkt war Wittgenstein völlig verschuldet und in eine Vielzahl von Prozessen mit allen möglichen Gläubigern verwickelt.
Zudem lief ein Verfahren gegen ihn vor dem Reichskammergericht, in dem seine eigenen Untertanen behaupteten, sie hätten ein vom Grafen genommenes Darlehen vollständig getilgt, aber anschließend nicht den Schuldschein vom Grafen zurückbekommen. Am 23. Dezember 1701 wurde der Graf in der Sache schuldig gesprochen. Anstatt den Schuldschein zurückzugeben, ließ er darauf seine Grafschaft von preußischen Dragonern besetzen, die erst abzogen, nachdem die eigenen Untertanen trotz gültigem Richterspruch ihre Schuld beim Grafen ein zweites Mal bezahlt hatten.
Im Dezember 1701 wurde Wittgenstein zum Oberhofmarschall ernannt. Seine Verschuldung und Mittellosigkeit gewährleisteten, dass er ein loyaler und willenloser Diener seines Gönners Wartenberg wurde. Als Hofmarschall unterlag ihm die Direktion der Domänen und Brandkassen, aus denen er Gelder für sich veruntreute. Die besonderen Fähigkeiten des Grafen Wittgenstein lagen im Geldbeschaffen. Seine Methoden waren in der Regel das Besorgen von Krediten und Erpressungen. Wittgensteins Talent prädestinierte ihn in den Augen des Premierministers Wartenberg zur Leitung der preußischen Staatsfinanzen, die ihm später übertragen wurde.
In der Folgezeit wurde zudem eine Vielzahl von Steuerarten eingeführt, die oftmals fern von jeder Realität waren. (Kutschensteuer, Kaffeesteuer, Teesteuer, Schokoladesteuer, Perückensteuer, Besteuerung lediger Frauen unter 40 Jahren (Jungfernsteuer), Stempelsteuer) Diese Sondersteuern waren verzweifelte Geldbeschaffungsmaßnahmen, um der Prunksucht Friedrichs I. beizukommen.
Wittgenstein richtete zudem eine „Feuerkasse“ ein, deren Zwangsbeiträge dazu führten, dass die Immobilienpreise verfielen. Der Schwindel fiel plötzlich auf, als die Stadt Crossen im August 1708 abbrannte und die Feuerkasse leer war. Wittgenstein wies alle Bittklagen der Geschädigten hart zurück. Der Kronprinz, der spätere König Friedrich Wilhelm I., ließ am 25. August 1710 endlich eine Untersuchungskommission einrichten, die das Finanzgebaren im Land Preußen untersuchen sollte. Der drohenden Gefahr bewusst, legte Wittgenstein am 24. September 1710 eine Denkschrift vor, die die Verdienste seiner eigenen Amtsführung hervorhob. Das half wenig, als die Untersuchungskommission am 23. Dezember 1710 ihren vernichtenden Bericht zu den Staatsfinanzen offenlegte. Der schwer enttäuschte und getäuschte König ließ Wittgenstein am 27. Dezember 1710 unter Hausarrest stellen und aberkannte ihm den Schwarzen Adlerorden. Am 29. Dezember wurde Wittgenstein in die Zitadelle Spandau gebracht. Das ausgeplünderte Volk lief dabei der Kutsche mit Wittgenstein nach und rief: „An den Galgen mit dem Feuer- und Salzdieb!“. Erst nach Zahlung der von ihm veruntreuten Summen wurde er wieder aus Spandau entlassen.
Ab 1719 wurde er als Mitregent der Grafschaft Sayn-Wittgenstein-Hohenstein seinem Bruder Henrich Albrecht zur Seite gestellt. Während seiner Alleinregierung ab 1723 betrieb er eine strikte Religionspolitik, in deren Folge viele Menschen als Glaubensflüchtlinge aus der Grafschaft flohen, vermehrt in die Nachbargrafschaft Sayn-Wittgenstein-Berleburg, in der im Gegensatz eine tolerante Religionspolitik betrieben wurde. Zudem erhöhte er die Abgaben- und Dienstlast der Untertanen, was zum Aufstand der Bauern in der Vogtei Elsoff und zu Beschwerden der Bürger in der Residenz Laasphe führte. Wittgenstein ließ den Aufstand rücksichtslos niederschießen und schränkte die Selbstverwaltung der Stadt konsequent ein. Andererseits wurden auf seine Veranlassung hin ab 1724 Geometer in die Grafschaft geholt, um aus fiskalischen Gründen das Territorium umfassend zu vermessen und ein Kartenwerk zu erstellen. Der Wittgensteiner Forstatlas wurde 1739, demnach vier Jahre nach seinem Tod, fertiggestellt.

## Familie
Er war zweimal verheiratet. Seine erste Frau war seine Cousine, Concordia Frederike von Sayn-Wittgenstein-Hohenstein-Vallendar (* 1679; † 6. Juni 1709), die er 1703 heiratete. Sie war die Tochter von Graf Friedrich Wilhelm zu Sayn-Wittgenstein-Hohenstein (1647–1685) und Charlotte Luise Gräfin zu Leiningen-Dagsburg-Hartenburg. Das Paar hatte folgende Kinder:
- Friedrich (* 19. Januar 1708; † 9. Juni 1756) ⚭ Prinzessin Auguste Albertine zu Nassau-Siegen, Tochter von Friedrich Wilhelm I. Adolf zu Nassau-Siegen
- Sophie Polyxena Concordia (* 28. Mai 1709; † 15. Dezember 1781) ⚭ Friedrich Wilhelm II. zu Nassau-Siegen (1706–1734).

Am 3. Januar 1715 heiratete August David seine zweite Frau, Albertine Amalie (1686–1723), Tochter des Grafen Heinrich Ernst zu Leiningen-Westerburg und seiner Frau Albertine geb. Gräfin zu Sayn-Wittgenstein.
Aus dieser zweiten Ehe ging der Sohn Heinrich Ernst August (* 20. Dezember 1715;† 19. Mai 1792) hervor.
Graf August David starb am 27. August 1735 im Alter von 72 Jahren auf Schloss Wittgenstein. Nachfolger als Regent der Grafschaft Sayn-Wittgenstein-Hohenstein wurde sein 27-jähriger Sohn Friedrich.